# 嘉義城隍廟
23°28′42″N 120°27′13″E / 23.4783°N 120.4535°E
嘉義城隍廟，是奉祀嘉義縣城隍綏靖侯的道教廟宇，位於臺灣嘉義市東區，於清治時期在台灣府諸羅縣官府最初創建的城隍廟，也是諸羅城的三大古廟之一，也是見證嘉義地方歷史以及文化信仰中心，目前列屬國定古蹟。
當時諸羅縣管轄區域南至新港溪（台南市新市區）、北迄基隆包括宜蘭一帶等，都是諸羅縣城隍爺信仰祭祀範圍內。立廟至此香火鼎盛，所供奉在正殿的城隍爺乃為台灣本土雕刻，神貌呈現細緻莊嚴。

## 建廟沿革

### 清治時期

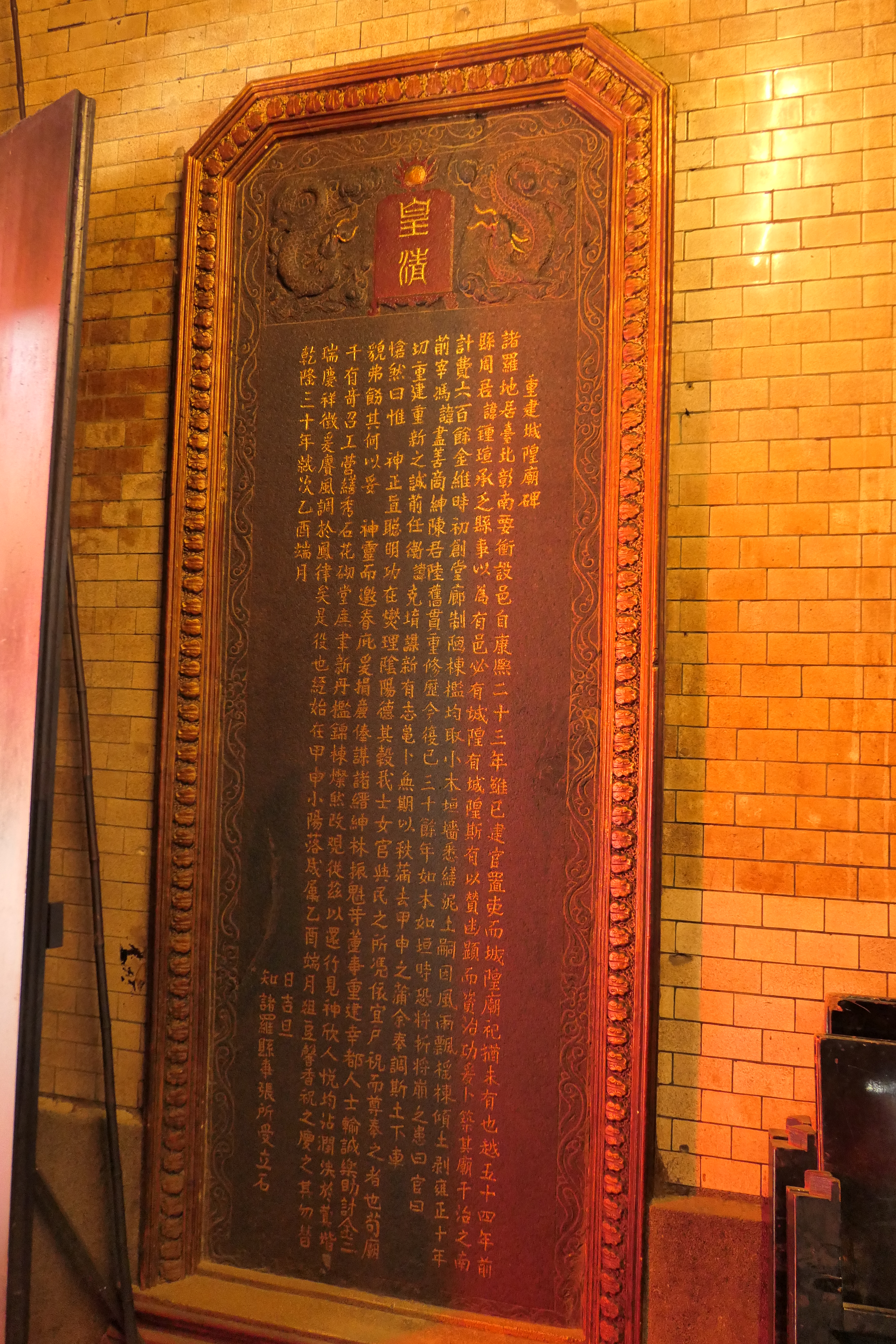
嘉邑重建城隍廟碑，於乾隆三十年（1765年）諸羅知事張所受立石

清治康熙五十四年（1715年），諸羅縣周鍾瑄知縣，謂城隍即城池之意，既有城池，必有城隍，方可以迓神庥而妥神靈。由知縣乃捐獻六百餘兩銀，鳩材捐俸，與建城隍之廟時，並有參將阮蔡文幫捐四十兩於康熙五十五年（1716年）冬建成。初創建立是屬縣級城隍，興建於縣署之左（昔城內中和街，即今忠孝路東市場東側）三川門、有堂（正殿）、有寢（後殿）、有護廊、四垂亭、龍虎井為七包三進大廟，周鍾瑄撰記立碑，詳述始末。初創時的城隍廟，不免堂廊制陋，棟楹均取小木，垣牆悉繕泥土，日炙雨淋，歷數十載。雍正十年（1732年），知縣馮盡善商諸邑紳，士紳陳君陸等負責募捐及重新修繕。
乾隆二十九年（1764年），歷數三十多餘年，廟宇如木如垣，傾欹剝蝕，時恐將崩之患，新任邑宰張所受，因感念城隍澤惠萬民，燮理陰陽，功濟寰宇，佑護境民，係由張所受捐出廉俸，邑紳林振魁等董事負任重建大任，幸都人士輸誠樂助，共得銀兩二千餘金。同年十月動土重建，並於乾隆三十年（1765年）正月落成，而成為宮室的莊嚴高聳，冠於諸羅全城，為當時諸羅城最壯觀的廟宇。張所受並撰立碑「重建城隍碑」詳述始末。

### 日治時期
日治昭和十一年（1936年）五月，城隍廟徹底新建的工程，由時任嘉義市尹伊籐英三發動勸募，諸位士紳及眾多善德捐款達九萬多日圓，準備將舊有廟貌徹底新建，翌年動工，於昭和十五年十月竣工。其中，城隍廟聘請到福建泉州大匠師王錦木來規劃設計，主體座向「座東朝西」，廟體建築風格「泉州溪底派」。正殿、後殿夾拜亭之「工」字形平面建築格局。整體建築共分三川殿、拜亭、正殿、後殿四大部份，其最大特色是在正殿部份安設許多看架斗栱，屋頂形式皆為重簷，拜亭八卦藻井匠藝，正殿步口及次間看架斗栱，全由榫卯鬥成，不用一釘一鉚，巧奪天工，莊嚴肅穆，也是王錦木匠師首席代表第一個建築作品。
石雕部分，則是由惠安石匠蔣氏家族的石匠師等人來完成，其龍柱、石獅、壁堵為精雕細琢、活靈活現，另外有施天福鹿港石匠師在大門左右兩側各中間的鏤空石雕作品也是靈活生動、精湛雕刻。交趾陶則有兩位大師林添木（页面存档备份，存于）、陳專友（页面存档备份，存于）的傑出作品在廟內左右兩側互別描頭，細膩傳神。林添木製作靠虎門左側之三則故事:後漢高祖民間傳說的故事「白兔記」、三國演義裡的故事「關羽保二嫂」、包公民間傳說裡的故事「貍貓換太子 」。陳專友則製作靠龍門右側道教神話故事:封神榜大戰九曲黄河圖。
兩人也是交趾陶兩大流派的傳人為：寶石釉「葉王」及水彩釉「洪坤福」。在這機緣和巧合之下而林添木是葉王的徙孫而洪坤福是陳專友的師傅，造就出交趾陶界有名「拚場」拚的不止是雙方手工藝。，尤其是在「至誠前知」匾下方有一排中間交趾陶的一半是林添木大師另一半是陳專友大師這個是也是少之有少的拚場技藝作品也絕無僅有傳為佳話。另在繪畫部分，三關六扇門其畫風精緻、神韻生動的門神，則為為彩繪大師陳玉峰的作品

### 民國時期
民國六十九年（1980年），城隍廟增購後殿大樓地基，以當時神尊實在太多而無法放置，同年歲末拆除後殿，重建大樓為六層，民國七十四年（1985年）完工後，同年10月並舉行乃入火大座儀式，而拜／正殿保留者日治時期廟貌。大樓規劃是由出自匠師謝自南之手。資料來源是中國科技大學建築糸 溫峻瑋講師在上課時所提到後殿大樓的由來。

### 相關歷史

#### 敕封尊號
清朝同治元年（1862年）間發生戴萬生之役，戴軍舉眾圍攻諸羅城三次，眼看諸羅城就要攻破了，整個諸羅城人心惶惶，知縣白鸞卿到城隍廟請示城隍爺由知縣抽籤詩，城隍爺蒙示全句籤詩：「閤家人安泰，名利兩興昌，出外皆大吉，有禍不成殃」，由知縣解讀籤詩，告訴全城人民「有禍不城殃」，使得人心遂定保住全城。此事於同治十三年由欽差辦理臺灣海防大臣沈葆楨上奏朝廷因諸羅城隍神有助守城池有功，因此在光緒元年（1875年），德宗皇帝敕封諸羅城隍尊神加封號曰「綏靖」，（縣城隍）顯佑伯被加封為（州城隍）綏靖侯，是當時台灣府各縣級城隍中唯一敕封尊號的神祇。
沈葆楨為神明請示上奏朝廷分別: 一摺「請建明延平王(鄭成功)祠摺」。二摺「安平海神請加封號摺」。三摺「請加封嘉義城隍神摺」。唯當時的清朝官員首例請奏光緒帝敕封諸羅城隍加封尊號，另外光緒帝也有敕封澎湖廳媽宮城隍由通判程邦基請奏加封。

#### 媽祖移駕
康熙五十六年（1717年）天妃宮(周鍾瑄縣令所建起)廟址在諸羅城，署之南方，城隍廟之北，原是諸羅城內三大古廟之一。乾隆五十六年（1791年）嘉義知縣單瑞龍擴大重建後並更名為大天后宮。明治三十九年（1906年）三月時發生了丙午大地震，不幸震垮了當時嘉義市區以及大天后宮，大地震過後為了重整嘉義市區和開闢新道路（今忠孝路、光彩街）而將震垮的大天后宮拆除並未重建。當時信眾將天上聖母的神尊和其它宮內神尊移駕到城隍廟後殿供奉（現今媽祖殿）。 (周鍾瑄縣令同為「城隍廟和大天后宮」清代官廟劊建者)

#### 眾神歸天
日軍準備發動侵華戰爭，台灣總督府深怕台灣民眾生變，於昭和十一年（1936年），嘉義市尹川添修平執行當時台灣總督府任務而進行眾神歸天政策，諸多寺廟拆廢並設置了濟美會統一收歸嘉義市各個寺廟廟產，而當時地方仕紳極力反對下才保留下了三座寺廟，城隍廟、地藏庵（页面存档备份，存于）、南門廟。道教的神尊合祀在城隍廟（神廟），佛教的佛像合祀在地藏庵（佛廟），儒教的神祇合祀於南門廟（聖廟），其餘副神尊一律沒入市府倉庫慢慢消毀，放棄台灣神明信仰推皇民化運動改信日本神道教，乃當時宗教界一大浩劫。

## 建築設計及祀神樓層

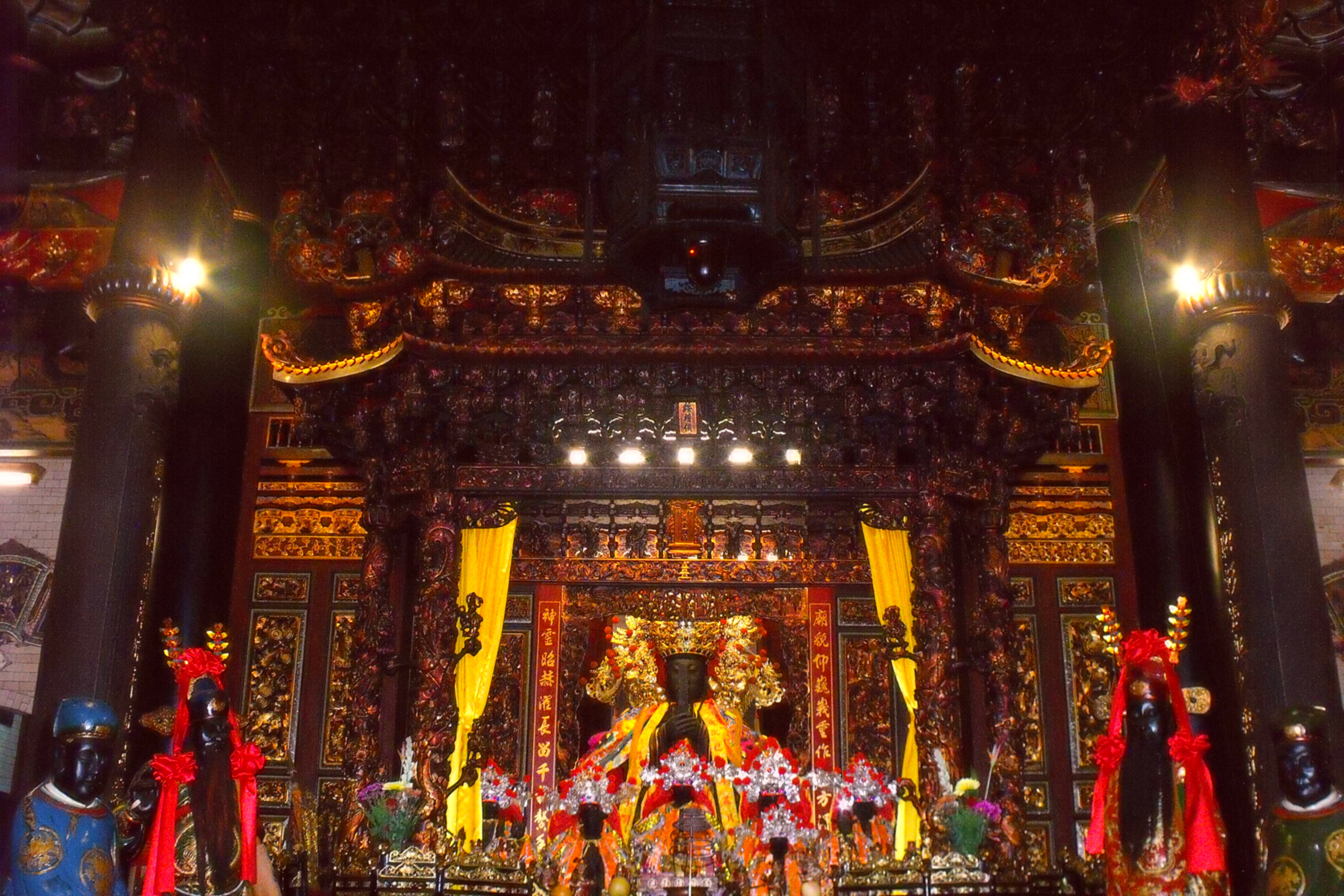
嘉義城隍廟正殿全景
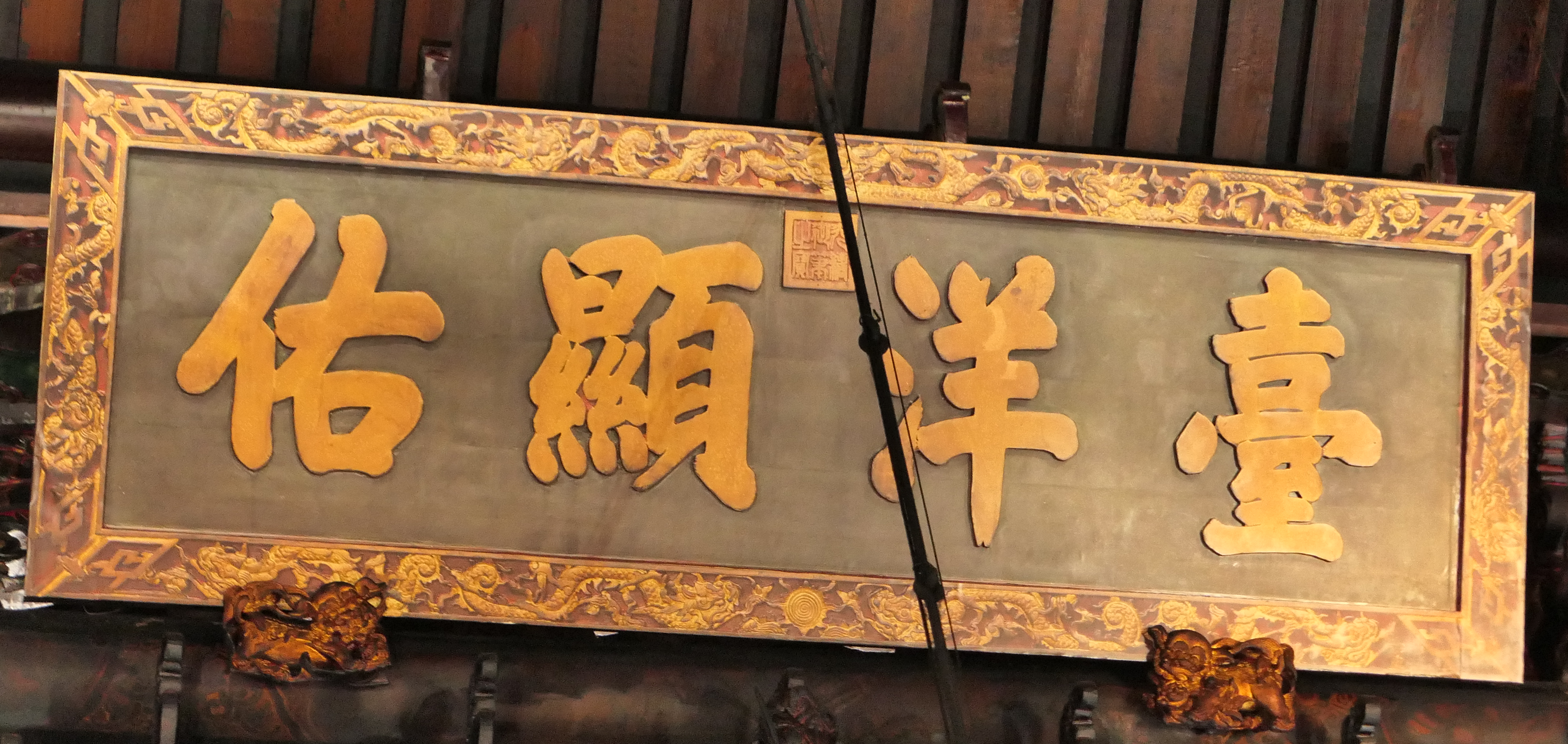
「臺洋顯佑」匾，為臺灣巡撫劉銘傳於光緒13年(公元1887年)上奏光緒皇帝頒賜。
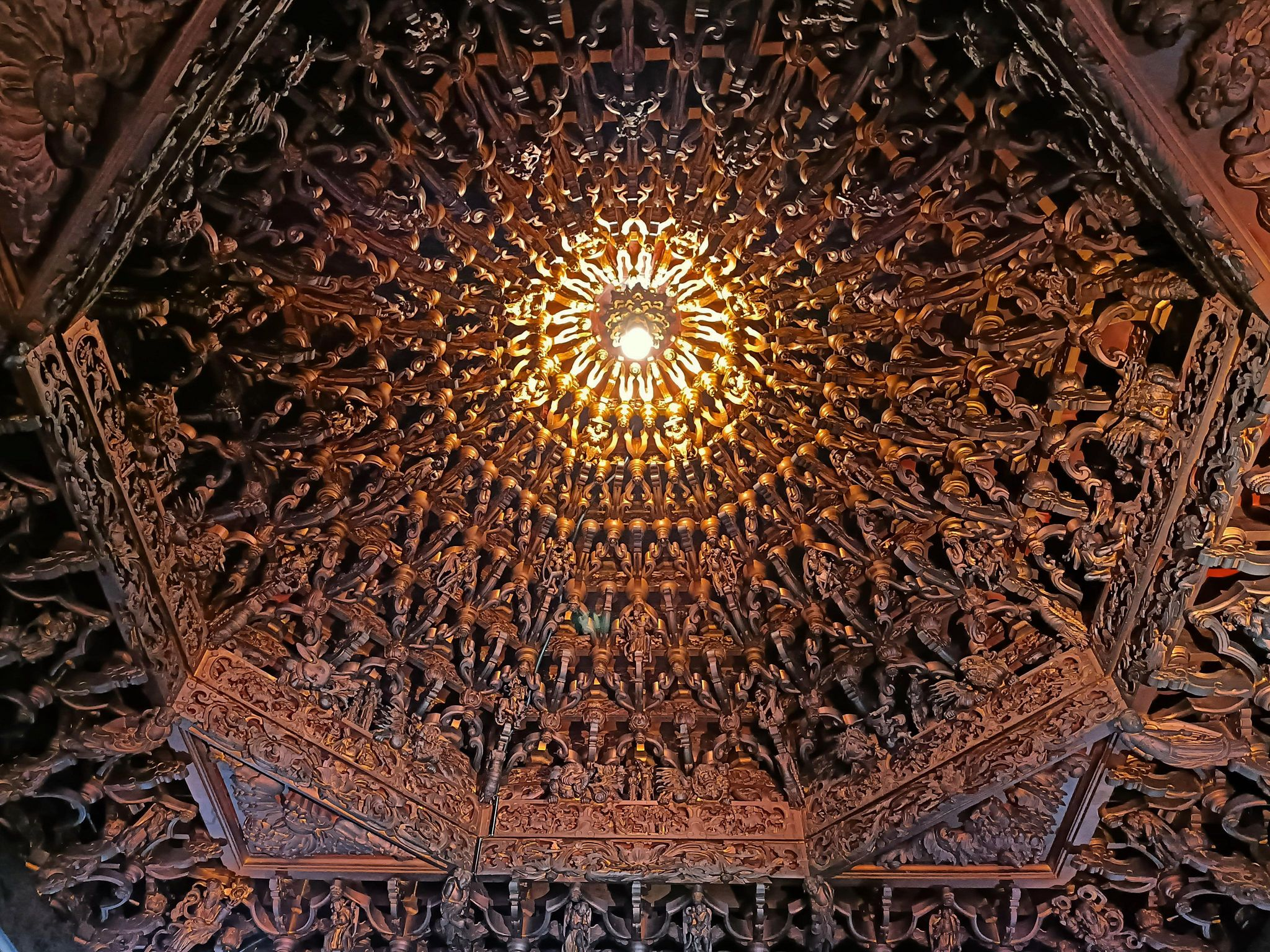
嘉義城隍廟的八卦藻井，為著名溪底派木匠王錦木的作品，全體結構為榫卯接合而成眩目的結網斗栱，充分反映木雕藝術的尊貴與富麗。
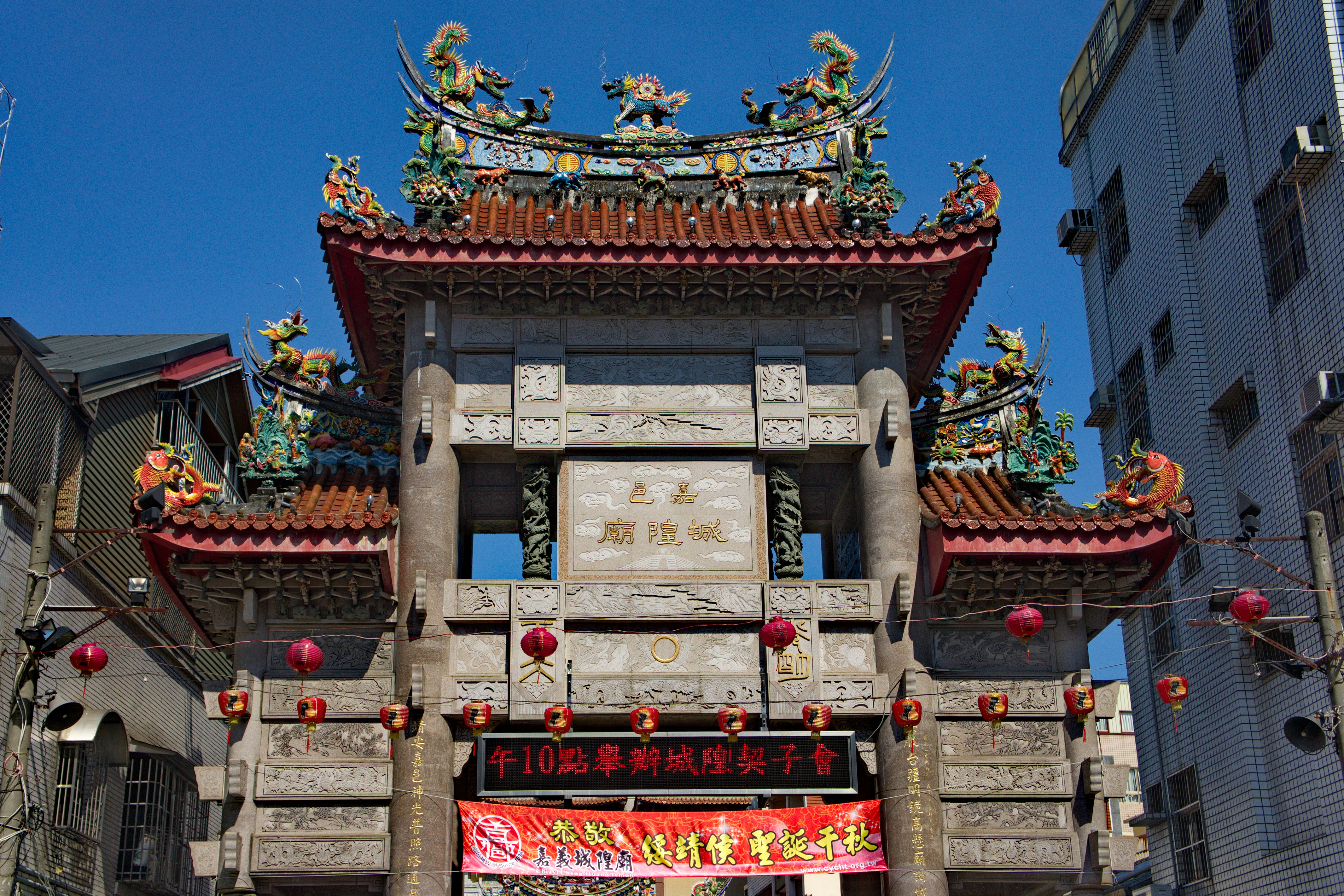
嘉義城隍廟的牌樓採用四柱三間三重樓之設計。

嘉義城隍廟共有三川殿、拜亭、正殿、後殿四部分，其中三川殿、拜亭、正殿現為日治時期所興建建築物，後殿則於1980年改成今日高樓建築樣貌，其廟內的雕刻、彩繪、泥塑等均深具文化價值，城隍廟主祀諸羅縣城隍尊神綏靖侯。
前殿
- 拜殿
  - 主祀：城隍尊神
  - 陪祀：范謝將軍
- 正殿
  - 主祀：正殿大城隍尊神、開基城隍尊神
  - 陪祀：藥師琉璃光佛、文武判官、司爺、初創城隍廟周鍾瑄神像[註 9]
    - 正殿右側（前）：福德正神、（中間）吉勝堂什家將：陳文差、甘將軍、謝將軍、劉大神、帆大神、（文）李判官（後）：陳聖王公
    - 正殿左側（前）：速報司爺、（中間）吉勝堂什家將：劉武差、柳將軍、范將軍、洪大神、金大神、（武）魏判官（後）：陰陽公、虎爺公

後殿（嘉義大天后宮）
一樓
- 媽祖殿 主祀：媽祖娘娘、右側：城隍夫人[永久]、左側：註生娘娘
- 左右兩側：十八司爺（页面存档备份，存于）
- 五路財神殿 主祀：東路財神蕭昇、南路財神陳九公、中路財神趙公明、西路財神曹寶、北路財神姚少司

二樓
- 觀音佛祖殿 主祀：觀音佛祖、彌勒佛 左右兩側：十八羅漢

三樓
- 水仙宮殿 主祀：水仙尊王大禹
- 文昌殿 主祀：文昌帝君
- 姻緣殿 主祀：大婚公、月下老人

四樓
- 五恩主殿 主祀：五恩主公（關羽、呂洞賓、張單、王靈官、岳飛）

五樓
- 三清殿 主祀：三清道祖（玉清元始天尊、上清靈寶天尊、太清道德天尊）

六樓
- 凌霄寶殿 主祀：玉皇大帝、右側：南斗星君、左側：北斗星君

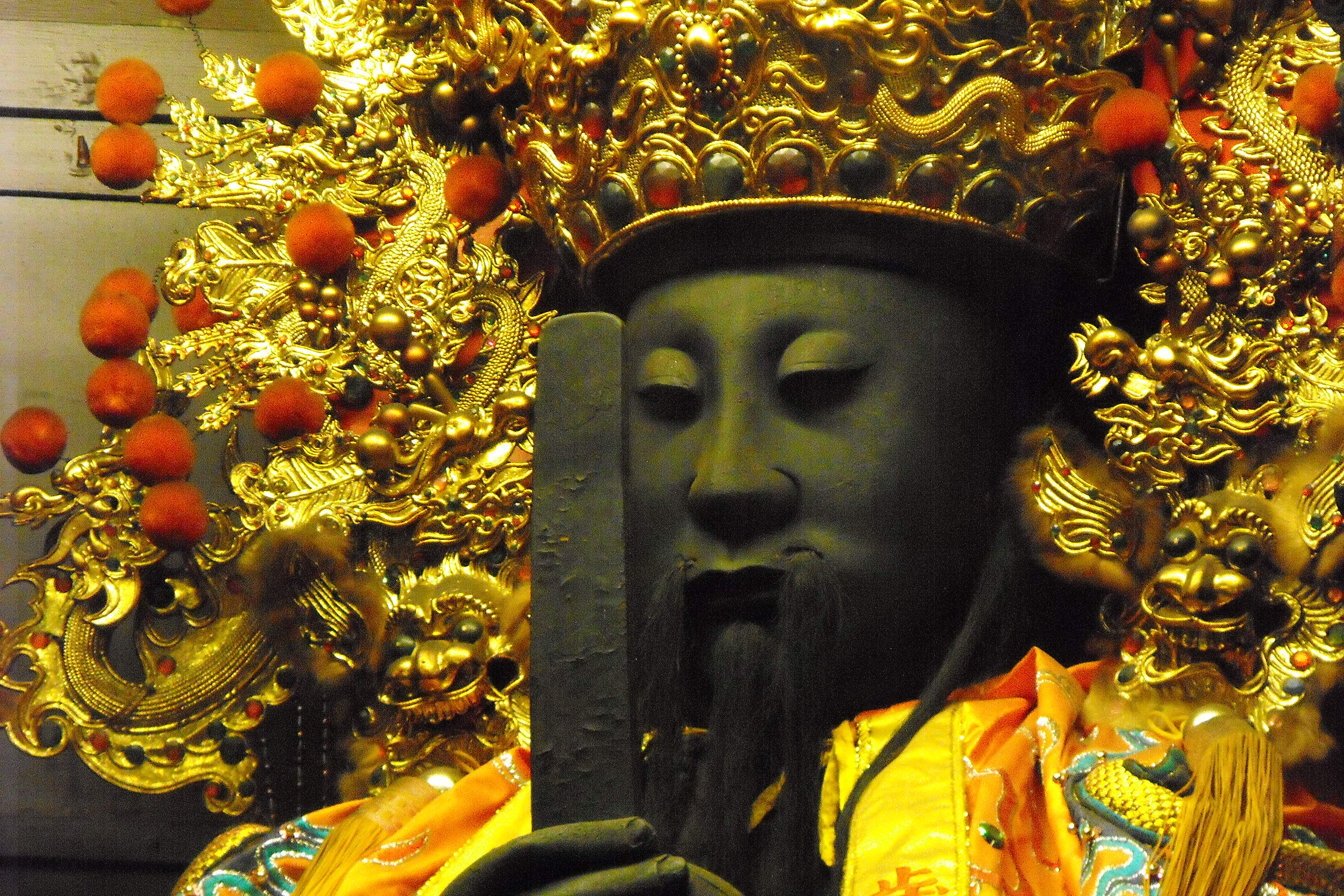
正殿大城隍爺
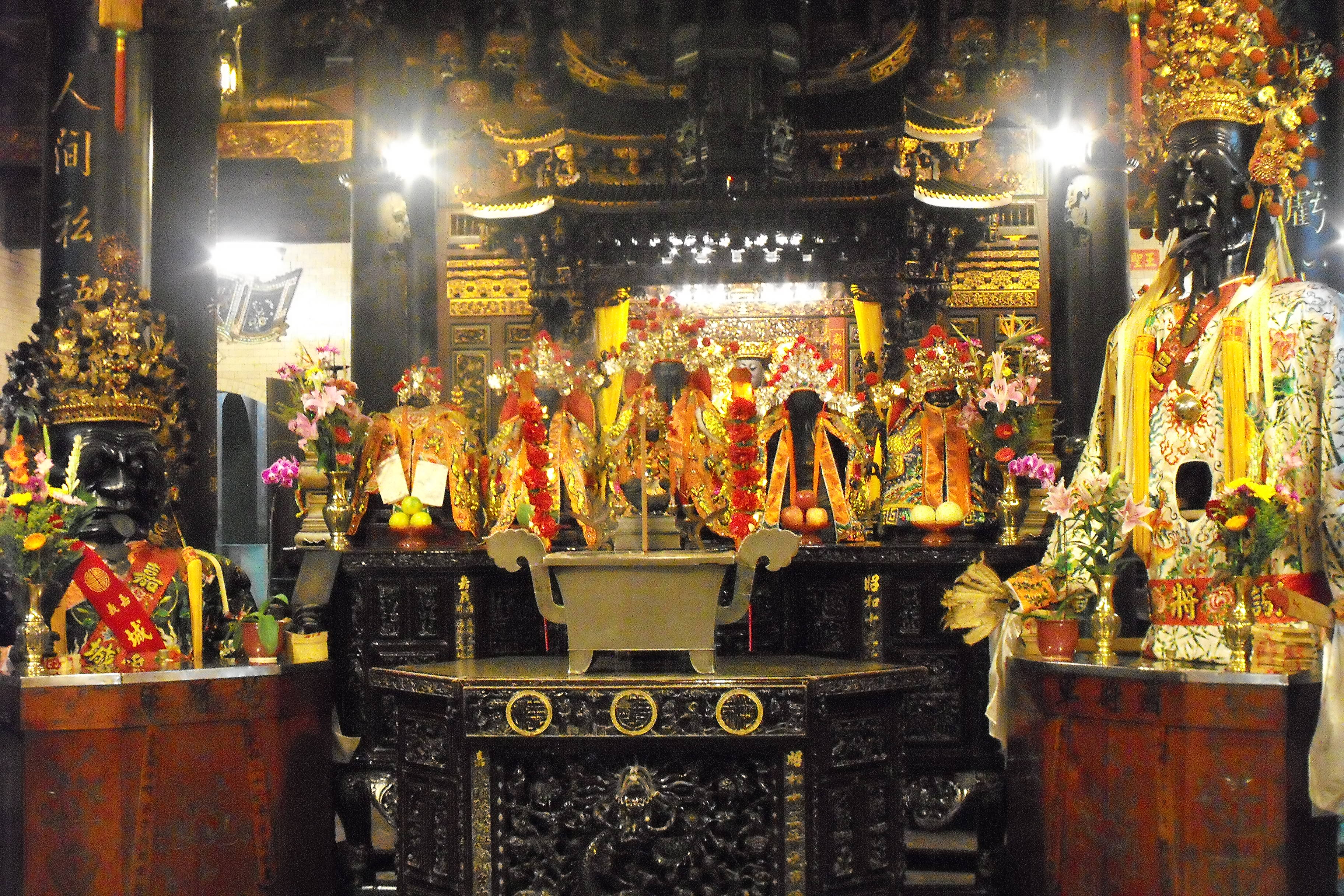
拜殿城隍爺和范謝將軍
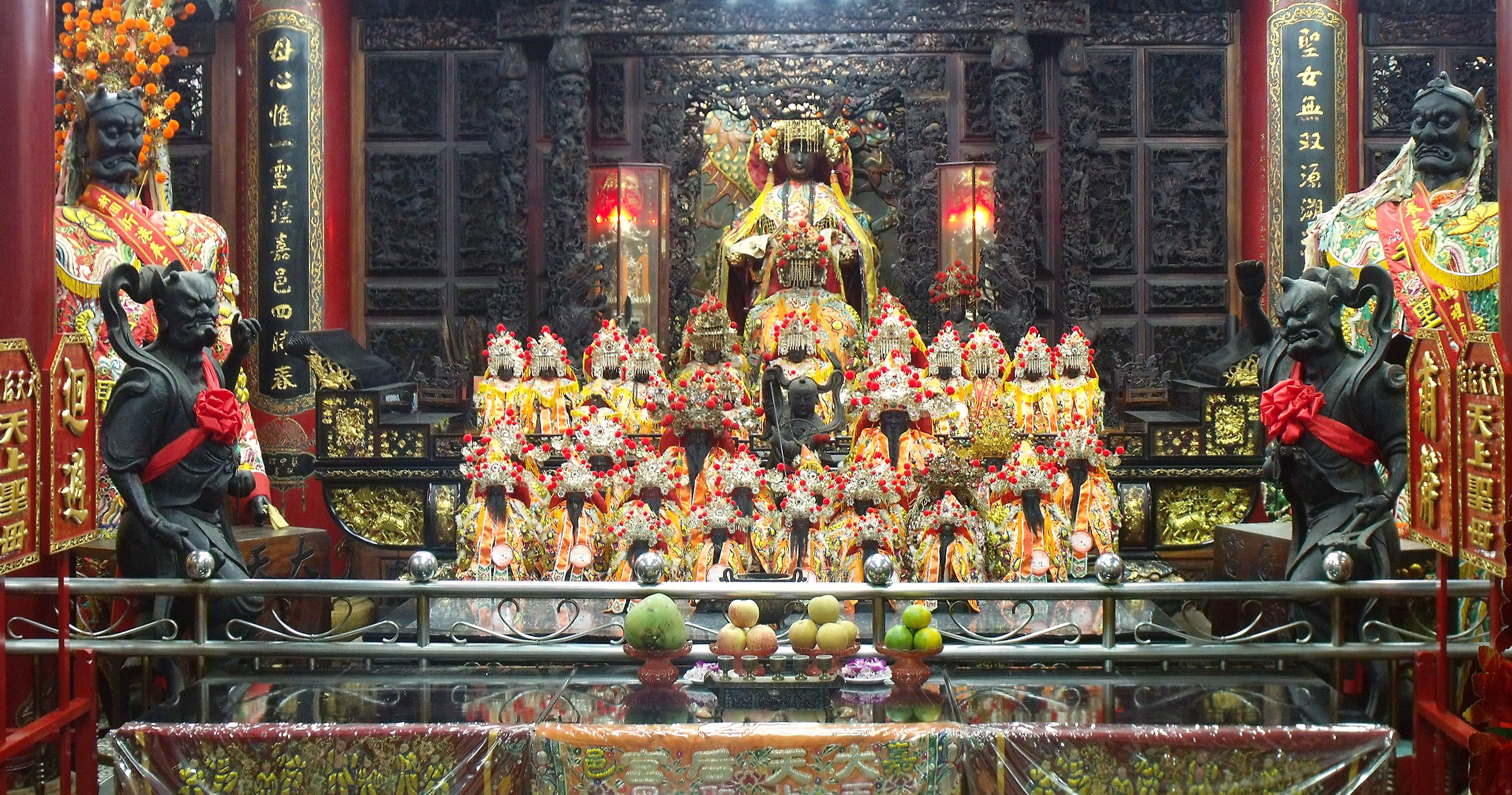
媽祖殿
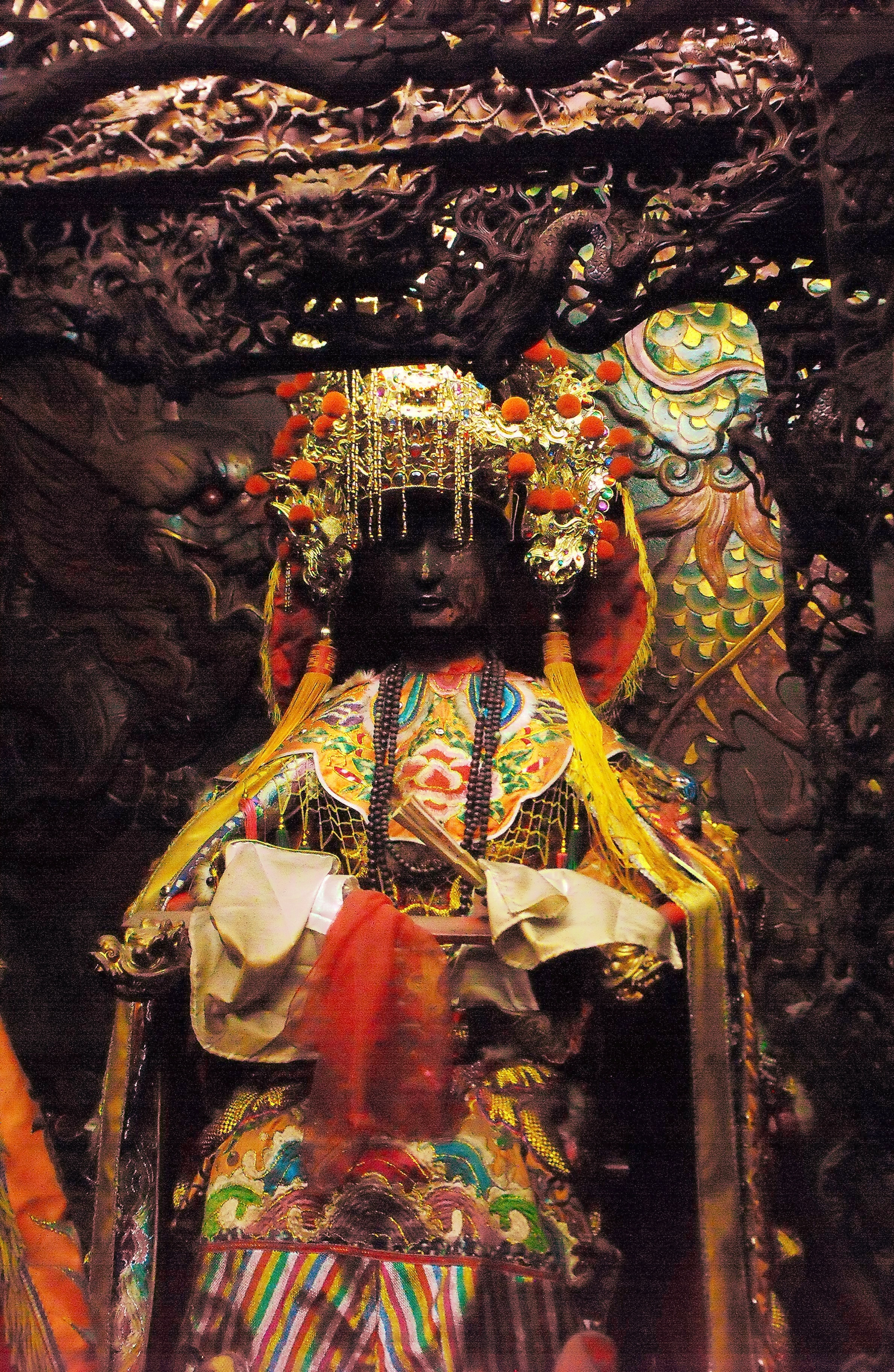
殿內大媽祖（原諸羅城大天后宮）

### 碑匾文物

城隍爺蒙示籤詩
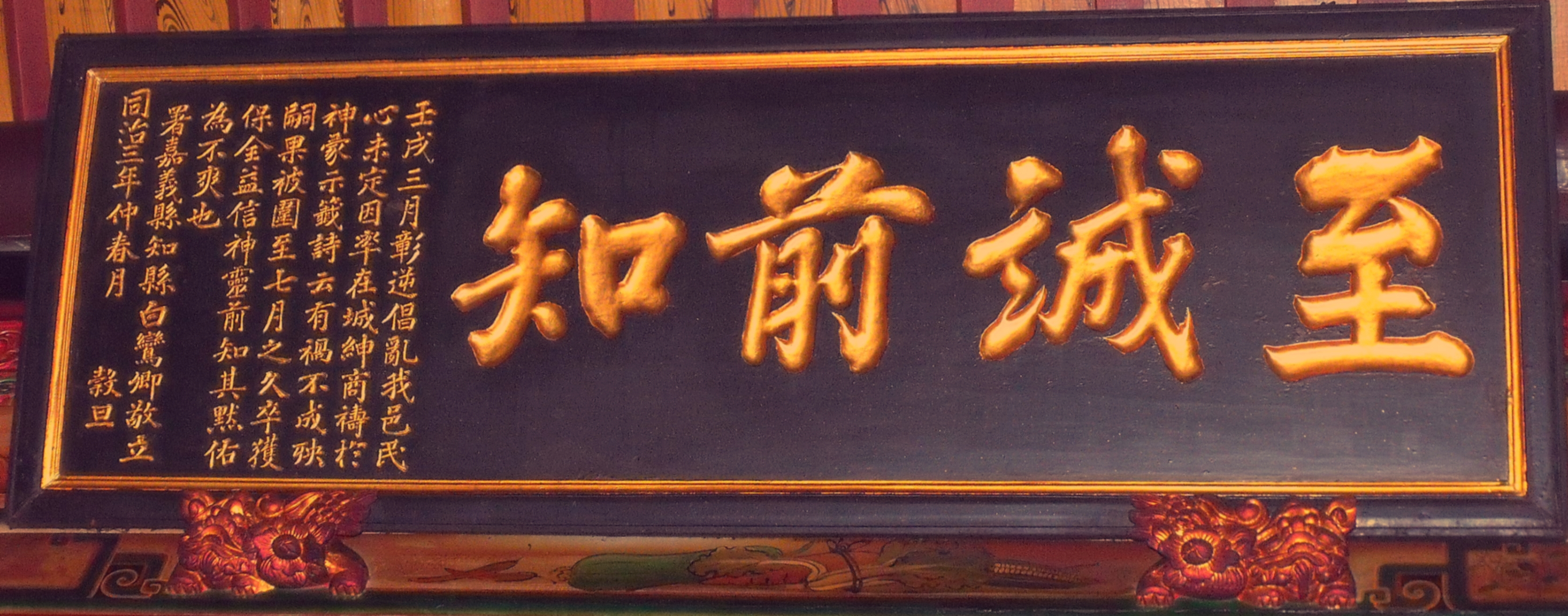
「至誠前知」匾額，為同治三年（1864年）年嘉義知縣白鸞卿獻立。
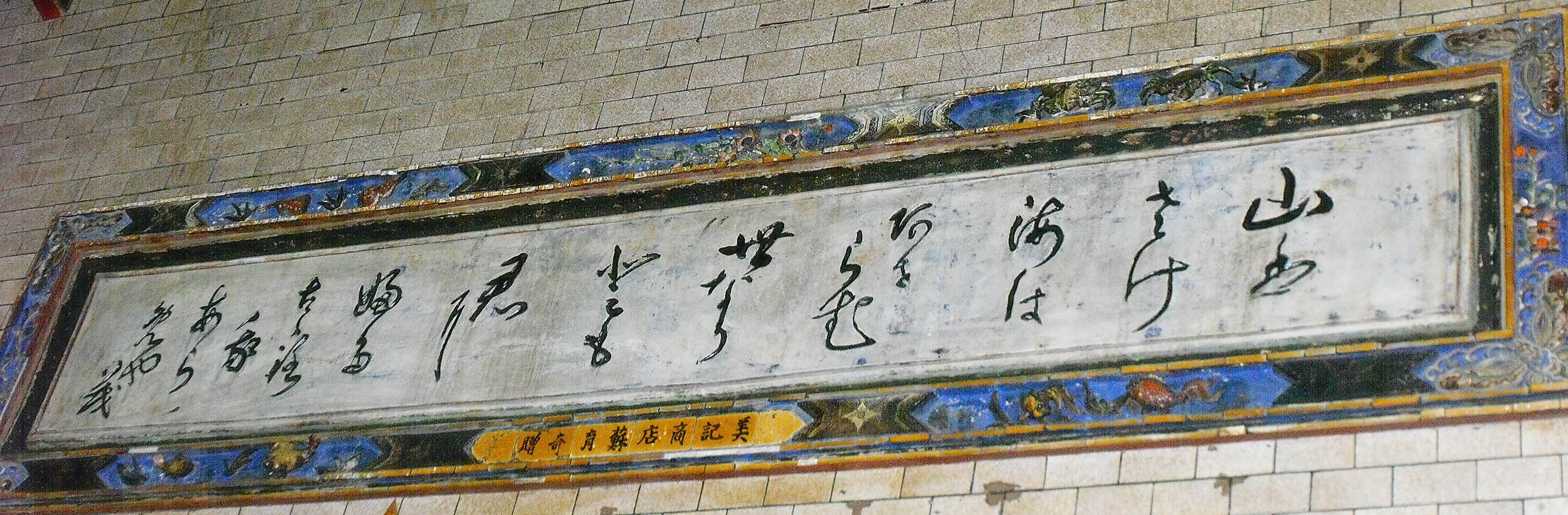
左上正殿和歌，為臺灣寺廟中唯一一副交趾陶日文對聯。
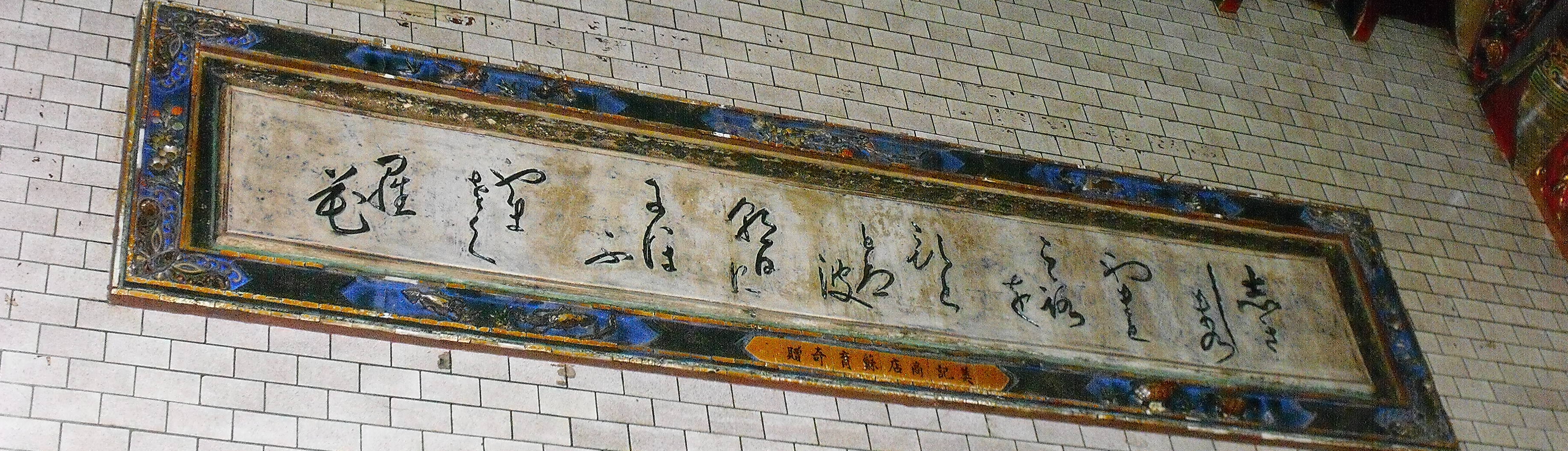
右上正殿和歌

1. 「重建城隍廟碑（页面存档备份，存于）」：清高宗乾隆三十年（1765年）諸羅知事張所受立石，高257公分，寬86公分，篆額「皇清」，花岡巖嵌於正殿左側牆面。
2. 「阿拔泉社番租充為香燈示告碑記（页面存档备份，存于）」：清宣宗道光十八年（1838年），嘉義知縣范學恆立碑石，嵌於山門外壁。
3. 「道宏化育」匾：道光二十一年（1841年）欽命太子太保王得祿立。
4. 「大算盤」道光二十一年（1841年）晉江善信龔道南捐獻。
5. 為興築「陰靈堂」而立碑：道光二十七年（1847年）嘉義知縣王廷幹立碑石，嵌於後殿右前方側壁上。
6. 「赫聲濯靈」匾：咸豐九年（1859年）欽加六品銜前嘉義縣學教諭蘇鳳藻敬立。
7. 「至誠前知」匾：同治三年（1864年）年嘉義知縣白鸞卿獻立，因戴萬生事件蒙城隍爺示籤詩「有禍不城殃」，使得人心遂定守城抗敵，在民變過後由知縣感謝城隍爺獻上匾額。[註 10]
8. 「幽明洞燭」匾：光緒三年（1877年），嘉義知縣雷其達獻立。
9. 「除暴安良」匾：光緒十二年（1886年），欽命台澎掛印總鎮章高元率嘉義營參將周立得，嘉義縣正堂羅建祥同立。
10. 「臺洋顯佑」匾：清德宗光緒十三年（1887年）因嘉義大旱，嘉義知縣羅建祥屢禱不雨，適逢嘉義城內民眾迎北港媽祖入城，羅建祥素知北港媽祖靈驗而前往迎請與嘉義城隍廟、東門龍神廟一同祈雨。隔日天降甘霖，劉銘傳上奏請光緒皇帝頒與嘉義城隍廟：臺洋顯佑、北港朝天宮：慈雲灑潤、東門龍神廟：海嵎昭靈(現已不存)三塊御匾。是台灣各城隍廟中，唯一擁有皇帝賜匾之寺廟。
11. 「靈貺畢臻」匾：光緒十四年（1888年）賜進士工屯田司主事徐德欽獻書。
12. 「嘉義城隍廟改築碑」：昭和十三年（1938年）詳列改築委員會委員與幹事等姓名，嘉義市尹伊籐英三擔任改築委員長，詳述寺廟改建的情形。碑文由徐傑夫撰，林臥雲書。

和歌作者：源實朝「金槐集」※6（页面存档备份，存于）

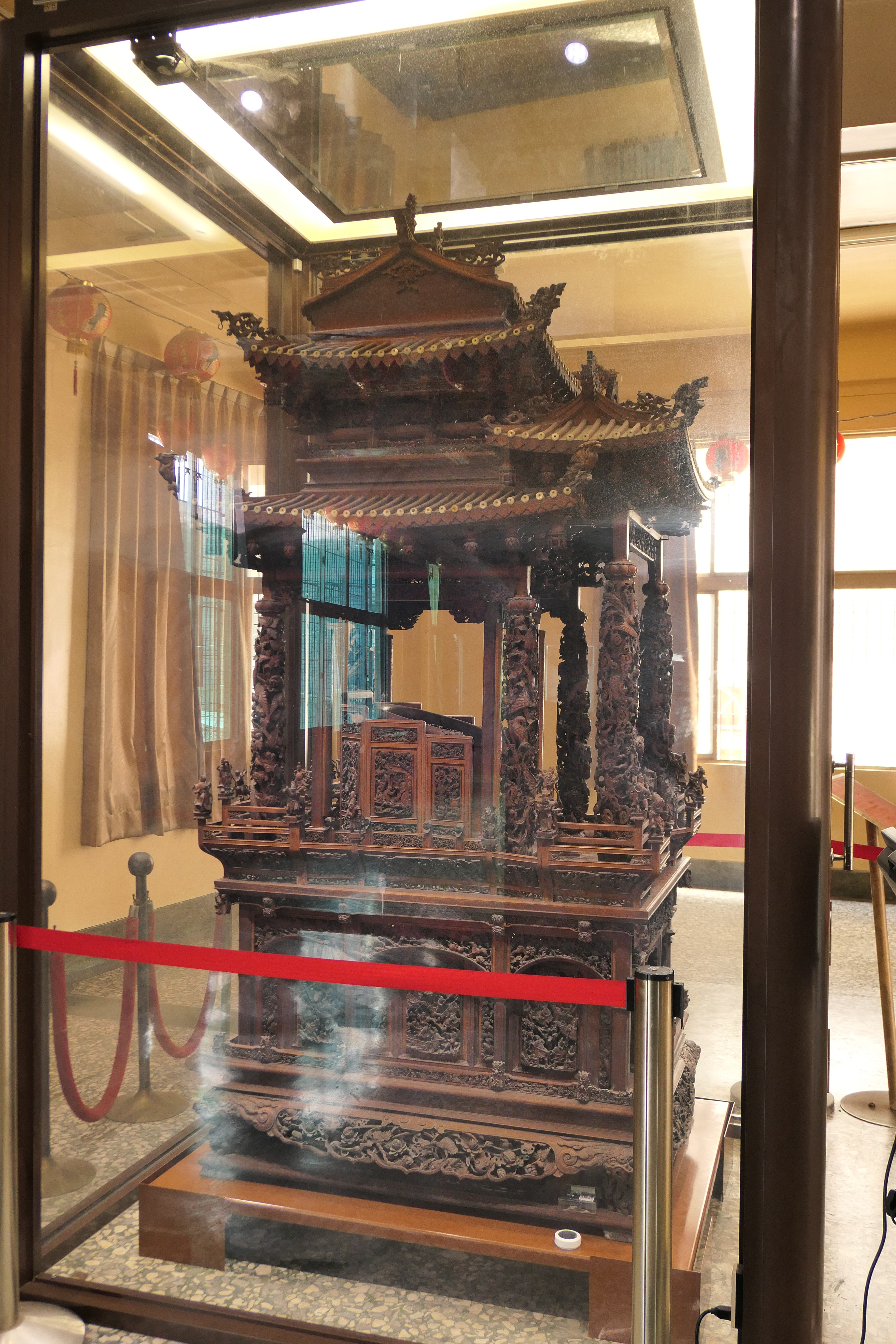
保存於二樓的城隍廟武轎。

1.「山はさけ海はあせなむ世なりとも君にふた心わがあらめやも」
和歌作者：本居宣長「《石上稿》自選和歌集」（页面存档备份，存于）
2.「しきしまのやまと心を人とはば、朝日ににほふ山ざくらばな」（敷島の大和心を人問はば朝日ににほふ山櫻花）
全台灣寺廟建築保留唯一有日本和歌對聯交趾陶，由當時「嘉義美記商店 蘇育奇」所捐獻。
由於當時為了保存城隍廟及宗教信仰，因此信徒及士紳希望和日冶政府打好關係，打破傳統將城隍廟建築裡有日本和歌交趾陶的對聯，也是見證歷史的文物。
此外，由20位唐山師傅雕刻了將近花二年時間的才雕工完成嘉義城隍爺神轎，為「八獅座」的武轎，在台灣為獨一無二的，其轎前兩支龍柱採原木立體三層雕刻，內枝外葉，全轎未用一根釘子，轎身雕刻的文武判官、牛馬軍將、七爺八爺、日夜遊神等共32尊神像，刻工非常細膩與傳神。當年雕刻此頂神轎的金額足可買下數家廟前店舖，而現今這頂神轎已不再「服勤」。（現在放置於二樓。）

## 慶典活動
- 農曆新年、禮祭天公、佳慶元宵：於農曆一月一日到一月十五日

1. 農曆正月初一迎新年：迎拜各方各路神明。
2. 農曆正月初九天公生：由資深道長代表廣大信眾來起壇遵照古禮祭拜玉皇大帝等儀式，願祈家家戶戶，閤家平安、迎新去舊、風調雨順、國泰民安。
3. 農曆正月十五元宵節：由廟方辦理「佳慶元宵、迎拜媽祖」閹雞比賽、吃平安圓、拜媽祖、攢轎腳等等活動。

- 慶贊中元：「開鬼門」農曆七月一日到七月三日。「拔薦法會」農曆七月十三日到七月十五日。

1. 七月開鬼門：請道長起壇祭拜天地、豎高起燈篙、流放水燈籠、宴請好兄弟。農曆逢七月嘉義地方有句說：七月初城隍廟（放）開鬼門，七月底地藏庵（收）關鬼門。
2. 拔薦法會：聘請佛教僧侶及道教法師，以佛教和道教儀式來進行祭拜祖先、普度亡靈等，並進行「祭拜祖先、普施無主孤魂及嬰靈等」。

- 城隍聖誕：農曆八月二號

1. 每年農曆七月結束之後便是嘉義城隍爺聖誕千秋，準備祭典活動是以及辦理祭典的事宜是地方上的大事，而前來擔任祭拜者都是地方上的首長來進行祝壽大典（祭典程序：鳴鐘聲鼓、行迎神禮、行上香禮、行初獻禮、讀祝禱文、行亞獻禮、行終獻禮、飲福受胙等），祭典過後會辦理大五福（歌仔戲）、小五福（布袋戲）連續七天等。

| 神尊誕辰         | 農曆     | 神尊誕辰         | 農曆     |
| 城隍爺公聖誕千秋 | 八月二日 | 城隍夫人聖誕千秋 | 六月四日 |

| 農曆       | 吉勝堂什家將     | 農曆         | 吉勝堂什家將     |
| 二月六日   | 劉武差壽誕       | 十二月十三日 | 陳文差壽誕       |
| 四月五日   | 柳將軍壽誕       | 四月四日     | 甘將軍壽誕       |
| 五月十七日 | 范將軍壽誕       | 九月十二日   | 謝將軍壽誕       |
| 七月廿四日 | 洪大神壽誕       | 十一月廿八日 | 劉大神壽誕       |
| 九月十一日 | 金大神壽誕       | 十月十八日   | 帆大神壽誕       |
| 六月六日   | （武）魏判官壽誕 | 三月八日     | （文）李判官壽誕 |

| 什家將壽誕：「吉勝堂」所提供。 |

### 姑爺迎慶
- 開漳聖王 三年一科慶 水上龍德宮  奉請迎姑爺

典故:負責祭祀陳聖王公的陳氏宗親會說法陳聖王娶了「十一指厝」(龍德村舊稱)的女孩子當老婆，龍德村村民都稱這尊陳聖王公叫「姑爺」，類似郭聖王公娶老婆的故事。
開漳聖王神尊因眾神歸天政策而原來廟宇「聖王廟」(又稱丹霞宮)，廟宇及土地遭日冶政府徵收(現今吳鳳幼稚園)，所以才將陳聖王公神尊合祀入嘉義城隍廟，龍德村每三年謝冬日期，會前往嘉義城隍廟奉迎姑爺回龍德宮做客。
- 龍德宮慶典（页面存档备份，存于）

## 慈善機構

### 育嬰堂
「嘉義育嬰堂」創立於嘉慶元年（1796年），以城隍廟左堂為辦事處，為當時城隍廟附設慈善機構，當時嘉義四方貧民者多，而養育時家貧，生女嬰不捨撫養，而男嬰自己抱理。當時眾士紳商人等..看到之後同情又心傷，士紳商人們大舉善行，勸捐置業，建設公堂一所，在當時城隍廟左堂，名日育嬰堂，堂有設管事、堂丁、堂婦等職員，管理堂務和另雇乳婦等，專責哺乳育教。如有願撫育者，該堂每月給津貼一元，但不得將女嬰轉賣為婢女或妓女之具結，女嬰在育嬰堂滿16歲，該堂有權主持其婚嫁事項，並酌收聘金以該堂為經費。從嘉慶初設起，歴經道光、咸豐、同治，因慢慢的損款經費不足經營上有困難，所以在同治六年～七年，由紳商陳熙年、賴時輝等人廣大倡捐重與，收容更多當時無法自養以及遭遺棄嬰兒...等等善行，隨者時間人數會增減，平均下來在20名上下。在日人冶台之後仍為續辨，直到明冶39年（1906年），日當局府令第62號設置嘉義慈惠院(現為嘉義仁愛之家)，並將育嬰堂合併在一起。

### 陰靈堂
「嘉義陰靈堂」創立於道光22年（1842年）以城隍廟左畔創建陰靈堂，為當時城隍廟附設慈善機構。由嘉義城隍廟往持「福海和尚」所創建，其作用對客死在(他鄉)嘉義的官人、幕友(師爺)、跟班(僕役)、商民...等等
是過往者的牌位供奉祭示之場所。為何陰靈堂要建在城隍廟傍邊。由於城隍爺是陰間的行政官，一來無主孤魂或異鄉亡靈為城隍爺所管轄事務，二來嘉義陰靈堂祭祀位置就在城隍廟左側便直接掌控地方上冥藉以及祭祀上的方便。時過變遷，有陰靈堂埤文(1847)存在，但現在已見不到嘉義陰靈堂。 
「嘉義城隍廟附設慈善會」創立於民國七十年（1981年），由大德「趙煌、柯連春、董金虎」3人發起，成立至今有需要賑災、救急、施棺木等等，或是以往在嘉義縣市的符合低入戶者便可以辦理救濟服務。嘉義育嬰堂和嘉義陰靈堂為現今嘉義城隍廟附慈善會之先驅。

## 交通
嘉義市公車
| 路線                    | 業者     | 行先                                  | 停靠站     |
| ----------------------- | -------- | ------------------------------------- | ---------- |
| 光林我嘉線（黃線）      | 國光客運 | 光林我嘉線 （港坪運動公園—蘭潭）      | 嘉邑城隍廟 |
| 光林我嘉線支線（黃A線） | 國光客運 | 光林我嘉線 （港坪運動公園—東洋新村1） | 嘉邑城隍廟 |

## 詩詞讚句
|                    |                    |
| 嘉邑城隍尊神綏靖侯 | 諸羅天上聖母諸羅媽 |
|                    |                    |
| 城隍公審陰陽護城邑 | 媽祖婆心慈悲佑萬民 |
| 日夜巡探行善功德報 | 水患冶平災難應萬眾 |
| 幽府案查做惡罪過罰 | 風雲停止雷雨顯萬靈 |
| 城隍尊神秉正判明理 | 天上聖母廣施菩薩道 |
|                    |                    |
| 城隍公駕前謝范將軍 | 媽祖婆護駕金水將軍 |
|                    |                    |
| 七爺面白賞罰有公正 | 眼千里觀世間人萬象 |
| 八爺黑面善惡有分明 | 耳順風聽眾生苦難音 |
| 大爺手拿火籤收亡鬼 | 高明左提方戟驅邪疫 |
| 二爺手持方牌捉遊魂 | 高覺右提板斧伏妖物 |

### 引用
1. ↑  《諸羅縣志／卷十二 雜記志／寺廟》
2. ↑  黃伯芸. . 台北縣新店市: 遠足文化. 2006年2月: 97頁. ISBN 986-7630-71-8.
3. ↑  《清實錄光緒朝實錄》卷之三：戊申。以保衛城池。敕封台灣嘉義縣城隍神封號曰。綏靖。
4. ↑  .   [2010-10-15]. （原始内容存档于2013-12-05）.
5. ↑  .   [2010-10-14]. （原始内容存档于2019-05-03）.
6. 1 2  [古諸羅城隍廟2011文化研討會 會議手冊暨 論文集 題目:嘉義城隍廟廟史補遺 台南大學台灣文化研究所 戴明志教授]
7. ↑  嘉義城隍廟附設慈善會·22年特刊

### 書籍
1. 《嘉義縣誌·社會志》106-136
2. 《台灣通史·鄉治志》
3. 《嘉邑城隍廟附設慈善會·22年特刊》
4. 《諸羅縣誌》周鐘瑄

## 外部連結
- 官方网站（页面存档备份，存于）
- 嘉義城隍廟的Facebook專頁
- 蔣馨（页面存档备份，存于）（文建會台灣大百科全書）
- 林添木（页面存档备份，存于）（文建會台灣大百科全書）
- 施天福（页面存档备份，存于）（文建會台灣大百科全書）
- 陳玉峰（页面存档备份，存于）（文建會台灣大百科全書）
- 文化導覽 嘉義城隍廟（页面存档备份，存于），文化部文化資產局
- 財團法人嘉義九華山地藏庵（页面存档备份，存于）
- 全國城隍廟聯誼會（页面存档备份，存于）
- 台灣城隍廟的分佈與數量（页面存档备份，存于）